# Loberoschema
Loberoschema é um género de coleópteros da família Erotylidae.